# Christianshavn

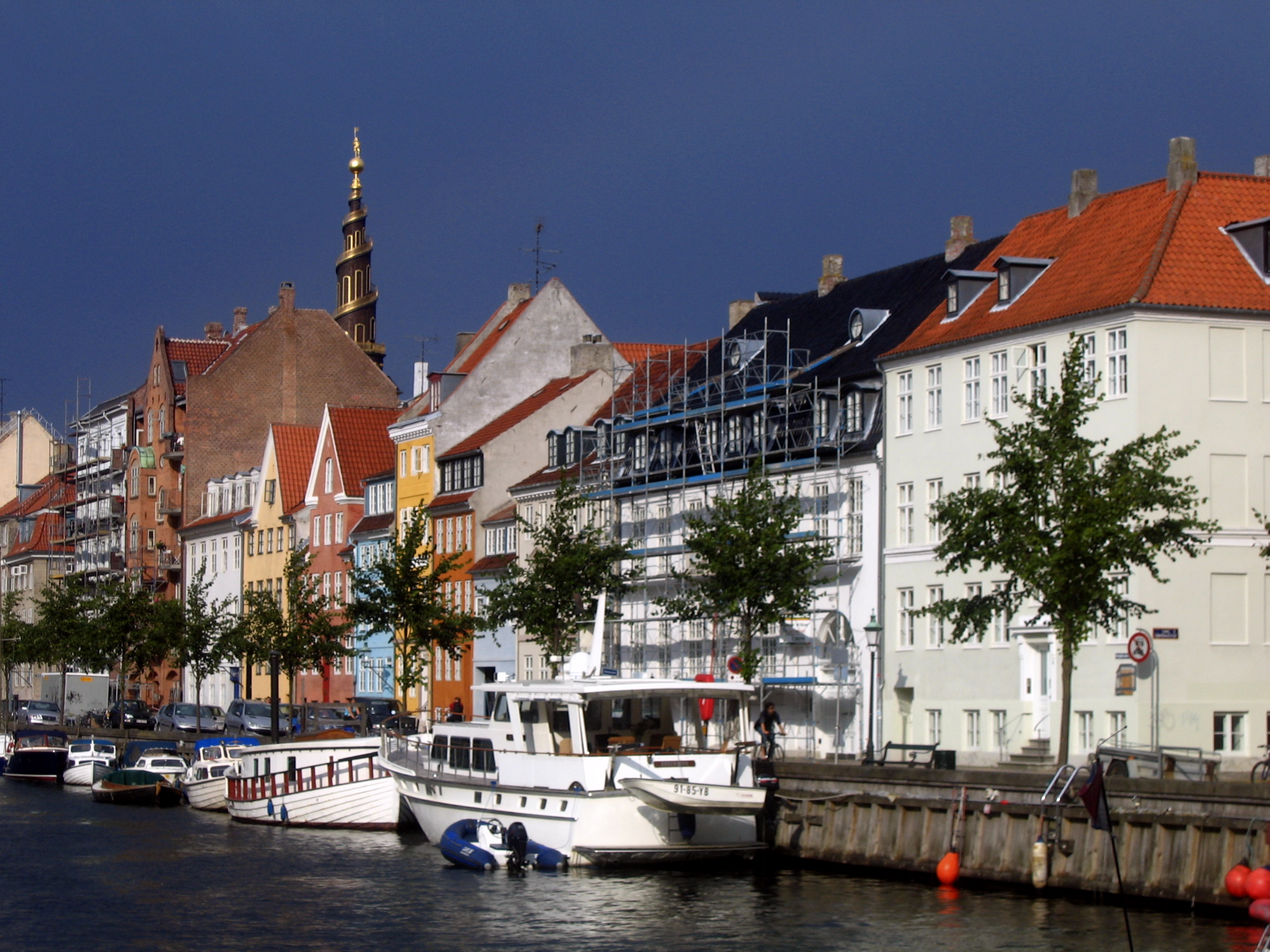
Christianshavn. De gedraaide torenspits is van de Vor Frelsers Kirke.

Christianshavn is een deel van de Deense hoofdstad Kopenhagen. De wijk ligt op het noordelijk deel van het eiland Amager. Christianshavn telt bijna 10.000 inwoners. Christianshavn werd in 1619 aangelegd in opdracht van koning Christiaan IV, en is gebouwd rondom een gracht met aan weerszijden koopmanspakhuizen. De wijk werd ontworpen door de Nederlandse ingenieur Johan Sems (in Denemarken bekend als Johan Semb).
Ook vindt men in Christianshavn de Verlosserskerk (Vor Frelsers Kirke) met zijn beeldbepalende, spiraalvormige torenspits. De vrijstad Christiania bevindt zich eveneens in Christianshavn.
Ten noorden van Christianshavn ligt het eiland Holmen met het Operagebouw van Kopenhagen.
De wijk is via de brug Knippelsbro verbonden met het centrum van Kopenhagen. Ook heeft Christianshavn een gelijknamig station waar beide lijnen van de metro van Kopenhagen komen.

## Trivia
Christianshavn komt voor in de roman Frøken Smillas fornemmelse for sne (Smilla's gevoel voor sneeuw) van Peter Høeg.
In de jaren 70 speelden zich in Christianshavn de succesvolle tv-soapserie Huset på Christianshavn en de daaruit voortgekomen speelfilm Ballade på Christianshavn af.
- Gemeinsame Normdatei: 4110363-4
- Library of Congress Control Number: n80028051
- MusicBrainz: cb0a18d5-f28d-44d7-ac65-d627487e343f
- Nationale Bibliotheek van Israël: 987007562075205171
- Virtual International Authority File: 312796918
- WorldCat: E39PBJxd3HPKJBBdwKcVjDjt8C